# Wow (Kylie Minogue-sang)
 For alternative betydninger, se Wow. (Se også artikler, som begynder med Wow)
"Wow" er en sang af den australske sangerinde Kylie Minogue fra hendes tiende studiealbum X (2007). Sangen blev skrevet af Minogue, Greg Kurstin og Karen Poole og blev produceret af Greg Kurstin.

## Udgivelse
"Wow" blev udgivet som albummets anden single i Australien og Storbritannien i februar 2008 på blandede anmeldelser fra musik kritikere. Sangen blev udgivet som den tredje singlen fra albummet i Europa i juni 2008. Minogue udført "Wow" den 15. november 2007 om den fjerde sæson af The X Factor.
I Storbritannien nåede sangen nummer fem på UK Singles Chart. Sangen blev hendes bedst sælgende single i Storbritannien siden "Love at First Sight" (2002) med salg af over 180.000 eksemplarer. I Australien nåede sangen nummer elleve på ARIA Charts og blev på hitlisterne i seks uger. I Rumænien nåede singlen nummer 63 i februar 2008 og nummer 42 i juli, hendes første sang ikke at nå Top 20. I New Zealand nåede sangen nummer 17 i februar 2008 og nummer 16 i marts.

## Formater og sporliste
Britisk CD 1
1. "Wow"
2. "Cherry Bomb"

Britisk CD 2
1. "Wow"
2. "Do It Again"
3. "Carried Away"
4. "Wow" (Death Metal Disco Scene Mix)

Australsk CD
1. "Wow"
2. "Do It Again"
3. "Carried Away"
4. "Wow" (Death Metal Disco Scene Mix)

Europeisk CD 1
1. "Wow"
2. "Can't Get You Out of My Head" (Greg Kurstin Remix)

Europeisk CD 2
1. "Wow"
2. "Wow" (Death Metal Disco Scene Mix)
3. "Wow" (CSS Remix)
4. "Wow" (Video)

## Hitlister
| Hitliste                          | Placering |
| --------------------------------- | --------- |
| Australien (ARIA Charts)          | 11        |
| Østrig (Ö3 Austria Top 75)        | 72        |
| Belgien (Ultratop 50 Flandern)    | 37        |
| Danmark (Tracklisten)             | 20        |
| Holland (Mega Single Top 100)     | 36        |
| Frankrig (SNEP)                   | 15        |
| Tyskland (Media Control Charts)   | 41        |
| Ungarn (Mahasz)                   | 19        |
| Italien (FIMI)                    | 10        |
| New Zealand (RIANZ)               | 16        |
| Sverige (Sverigetopplistan)       | 32        |
| Schweiz (Schweizer Hitparade)     | 51        |
| Storbritannien (UK Singles Chart) | 5         |
| USA (Hot Dance Club Songs)        | 19        |

## Udgivelse historie
| Land           | Dato             |
| -------------- | ---------------- |
| Australien     | 16. februar 2008 |
| New Zealand    | 16. februar 2008 |
| Storbritannien | 18. februar 2008 |
| Europa         | 6. juni 2008     |
| Tyskland       | 4. juni 2008     |
| USA            | 30. august 2008  |

## Eksterne hevisninger
- Wow (sang af Kylie Minogue) på Allmusic
- Officiel tekst Arkiveret 11. december 2010 hos  Wayback Machine